# Código Administrativo de 1936
O Código Administrativo de 1936 foi um diploma legal regulador da estrutura e funcionamento das autarquias locais de Portugal. Foi aprovado pelo Decreto-Lei n.º 27424, 31 de Dezembro de 1936 e posteriormente alterado e republicado pelo Decreto-Lei n.º 31095, de 31 de Dezembro de 1940, razão pela qual o diploma é por vezes referido como o Código Administrativo de 1940 ou por Código Administrativo de 1936-1940. O diploma traduz a estruturação político-administrativa resultante da aprovação da Constituição Portuguesa de 1933 e vigorou durante todo o período do Estado Novo nunca tendo sido formalmente revogado. Encontra-se quase totalmente derrogado pela legislação autárquica produzia na vigência da Constituição Portuguesa de 1976, mas alguns dos seus preceitos ainda têm aplicação.